# Juncus orthophyllus
Juncus orthophyllus là một loài thực vật có hoa trong họ Juncaceae. Loài này được Coville mô tả khoa học đầu tiên năm 1893.